# Antheua simplex
Antheua simplex is een vlinder uit de familie tandvlinders (Notodontidae). De wetenschappelijke naam van deze soort is voor het eerst geldig gepubliceerd in 1855 door Walker.
De soort komt voor in tropisch Afrika.